# Beschaving en Barbarij
Beschaving en Barbarij (Civilisation et Barbarie) is een documenthouder en sculptuur van Belgisch juwelenontwerper, kunstsmid en beeldhouwer Philippe Wolfers (1858-1929). Het werk werd in het kader van de Wereldtentoonstelling van 1897 ontworpen en door Leopold II geschonken aan de toenmalige staatssecretaris Edmond van Eetvelde. Het werk verwierf hierdoor een bijzondere cultuurhistorische waarde voor België en symboliseert de Belgische art nouveau.

## Context en situering
De art-nouveau- en art-deco-productie van Philippe Wolfers behoort tot een van de belangrijkste in België. Samen met zijn broer hield hij vanaf 1912 in de Arenbergstraat te Brussel de zaak Magasins Wolfers open. De voorgevel van deze winkel werd ontworpen door tijdgenoot en art-nouveau-ontwerper en architect Victor Horta.
Beschaving en Barbarij kwam tot stand in het kader van de Wereldtentoonstelling van 1897, die gehouden werd in Tervuren. Het is ook in datzelfde jaar dat in het kader van de Wereldtentoonstelling een koloniale sectie in Tervuren werd ingericht waarin de lokale kunstproductie van Congo werd tentoongesteld. Voor deze Wereldtentoonstelling werd Philippe Wolfers de opdracht gegeven door de Belgische industriëlen een geschenk te maken voor Edmond van Eetvelde, de toenmalige commissaris-generaal van de Onafhankelijke Congostaat. Door diezelfde Belgische industriëlen werd op het einde van de tentoonstelling op 29 september 1897 een groots feest organiseerden ter ere van Edmond van Eetvelde wanneer het werk ook officieel werd overhandigd door Leopold II. Het feest werd in de pers betiteld als La Manifestation Van Eetvelde of Le Banquet Van Eetvelde. Van Eetvelde plaatste het werk in de rotonde van zijn door Victor Horta ontworpen woning.
Wolfers zette de eigenheden van de gebruikte materialen perfect naar zijn hand. Zo was hij als kunstsmid en als beeldhouwer de enige die de ivoren slagtanden op zo'n manier gebruikte en verwerkte dat ze hun oorsprong duidelijk in het licht zetten. Naderhand werd ivoor een fel omstreden product. De gebruikte materialen zoals Congolees ivoor, zilver en onyx gaven het geschenk dus niet alleen prestigewaarde, maar getuigen evenzeer van de socio-economische en culturele context waarin het werk vervaardigd werd. Op het moment van de productie was Antwerpen namelijk een van de grootste ivoormarkten ter wereld. België importeerde dit ivoor vanuit zijn kolonie Congo. Op de wereldtentoonstelling van 1897 werd er dan ook voor gekozen om dit product in de verf te zetten. Hiertoe zond Edmond Van Eetvelde ivoor naar elke kunstenaar die zou tentoonstellen op de wereldtentoonstelling en werden ze gevraagd een ivoren werk te produceren.

## Iconografie
Het ivoor wordt ondersteund door twee figuren. Toen de opdracht werd gegeven werd gevraagd om hiervoor één figuur in het wit de andere in het zwart te maken. Zo zou het de twee rassen afbeelden die in de toekomst het Belgische stuk van de "Afrikaanse koraalstranden" zouden delen. Wolfers koos er echter voor om deze twee rassen allegorisch uit te beelden, waarbij de zwaan symbool staat voor de beschaving en de draak voor de barbarij. Beiden vechten ze om de bescherming van de lelie, welke symbool staat voor zuiverheid en licht. Deze allegorische voorstelling beeldt de toenmalige visie van de Belgen op het wingewest en hun beschavende invloed uit.

## Het werk vandaag
In 2001 verwierf de Koning Boudewijnstichting via zijn Erfgoedfonds het werk om te voorkomen dat het in een Japanse collectie terecht zou komen. Op deze manier verzekerde de Koning Boudewijnstichting dat het werk op Belgische bodem zou blijven. Het werk is namelijk niet enkel een topstuk uit de Belgische art nouveau, maar het is ook een belangrijk historisch document voor de geschiedenis van België. Later verwierf het Erfgoedfonds van de Koning Boudewijnstichting ook de nalatenschap van Philippe en Marcel Wolfers.
Om het werk verder te valoriseren en publiek tentoon te stellen werd het in bruikleen toevertrouwd aan het Museum Kunst & Geschiedenis in Brussel, waar het deel is geworden van de vaste collectie-opstelling in een sectie toegewijd aan de prestigieuze werken die in 1897 op verzoek van Leopold II werd aangelegd naar aanleiding van de Wereldtentoonstelling in Tervuren.